# Éthoxyquine
L'éthoxyquine est un antioxydant dérivé de la quinoléine.

## Utilisations
- Il est utilisé comme conservateur alimentaire (E324) et comme pesticide.
- Il est couramment utilisé comme conservateur dans l'alimentaire animal pour empêcher le rancissement des matières grasses.
- L'éthoxyquine est également utilisé dans les épices pour éviter l'oxydation des pigments caroténoïdes, responsables de la perte de coloration[3].

## Historique
L'éthoxyquine est initialement développé par Monsanto dans les années 1950, puis enregistré en 1965 comme pesticide antioxydant éliminant la tavelure des pommes et des poires. Monsanto l'a également produit en tant qu'antioxydant empêchant l'oxydation des lipides dans les poissons.

## Impact sur la santé humaine et animale
En 2015 l'autorité européenne de sécurité des aliments (EFSA) a indiqué que "certains composants sont génotoxiques et possiblement mutagènes" mais n'a pas fixé de limite de résidus dans les aliments, à la différence des États-Unis,.
Dans les aliments pour animaux, l'éthoxyquine a été suspecté d'être responsable de multiples problèmes de santé. Déjà, en 1997, le Center for Veterinary Medicine (en), avait demandé aux fabricants d'aliments pour animaux, de limiter volontairement les niveaux d'éthoxyquine à 75 ppm jusqu'à ce qu'une nouvelle preuve soit rapportée. En mars 2010, la Food and Drug Administration (FDA) a trouvé seulement un lien vérifiable entre l'éthoxyquine et l'accumulation de protoporphyrine IX dans le foie, ainsi que des élévations des enzymes liés au foie chez certains animaux.
L'éthoxyquine n'est pas autorisé comme additif ou conservateur dans les aliments australiens.[réf. nécessaire]
Il n'est pas non plus approuvé comme tel dans l'Union européenne, mais il est encore autorisé aux États-Unis, en 2014, dans la nutrition animale.

## Additif de la nourriture pour poisson
Même là où il est interdit comme additif pour la nourriture humaine, il reste autorisé dans certains aliments destinés aux piscicultures, avec des valeurs limites toutefois, fixées à 150 ppm dans la nourriture pour poisson, et 0.5 ppm de résidus dans le produit final), car l'EQ pourrait causer des dommages au foie et aux reins des animaux.
Différents métabolites sont trouvés dans la chair du poisson, dont le plus commun est l'EQDM (dimère d'éthoxyquine) ; leur degré d'innocuité ou de toxicité est inconnu, aucun test n'ayant été réalisé à ce sujet. La seule étude à l'heure actuelle est la thèse soutenue en 2007 sur la toxicocinétique et toxicodynamique de l'éthoxyquine chez le saumon atlantique par V.J. Berdikova .
On sait cependant que 
- les saumons élevés avec de la  nourriture contenant une centaine de ppm d'éthoxyquine développent des cœurs plus gros, et que des doses plus importantes causent des modifications du foie ;
- l'éthoxyquine est légèrement toxique pour les poissons[11] ;
- l'éthoxyquine traverse la barrière hémato-encéphalique.

## Les élevages de saumons en Norvège
Un reportage d’Envoyé Spécial « Poisson : élevage en eaux troubles » diffusé le 7 novembre 2013, sur France 2 a mis en cause la filière d'élevage de saumon norvégien et particulièrement le NIFES et le « Centre des produits de la mer de Norvège » (CPMN, basé à Paris auprès de l'ambassade de Norvège, et « créé par le ministère norvégien de la pêche en 1991 afin de renforcer la notoriété des produits de la mer de Norvège de par le monde. Ses activités sont financées par le secteur de la pêche et de l’aquaculture via un prélèvement sur les exportations des produits de la mer ») sur la présence d'éthoxyquine dans le poisson,,.
En Norvège, « le Comité scientifique pour la sécurité alimentaire avait recommandé en 2006, de ne pas dépasser plus de deux repas par semaine, contenant du poisson gras. Mais l’agence norvégienne de la Santé n’avait jamais suivi ces recommandations », malgré l'alerte faite par une pharmacotoxicologue au service des autorités norvégiennes.
Le 17 juin 2013 le gouvernement norvégien a émis « une nouvelle recommandation, forcé de reconnaître – tardivement – que ce poisson gras est aussi bourré de produits toxiques »,.
En 2014, le Comité scientifique pour la sécurité alimentaire de Norvège (VKM), a publié un nouveau rapport concernant la situation des poissons d'élevage, et le bénéfice / risque pour la santé. Les apports d'acides gras Oméga-3, sont bénéfiques pour la santé, mais face aux risques associés aux contaminations par des polluants, les autorités sanitaires françaises recommandent, depuis plusieurs années, de consommer du poisson de mer, deux fois par semaine (en alternant poisson gras et poisson maigre, et en variant les espèces et les origines), cependant, il est toujours difficile pour le consommateur de connaître précisément l'origine des poissons, tant au restaurant que sur un étal de marché.
L'étude norvégienne note que les élevages sont désormais moins pollués par le mercure, la dioxine et les PCB.
| Année              | Mercure (en mg/kg de filet de poisson) | Dioxines et DL-PCB (quantité équivalente toxique en nanogrammes, rapportée à un kilo de filet de poisson) |
| ------------------ | -------------------------------------- | --- |
| 2006               | 0,03                                   | 1,70 |
| 2014               | 0,014                                  | 0,52 |
| Évolution en 8 ans | -53,3%                                 | -69,4% |

Source des données : Rapport VKM 2014.
Les élevages norvégiens font, cependant, l'objet d'intenses controverses. La forte concentration des poissons entraîne un risque important de contamination par des parasites, (tel le pou de mer), ce qui entraine la pulvérisation d'importantes quantités de pesticides dans les bassins (comme le diflubenzuron). D'autre part, les associations norvégiennes dénoncent le fait que des tonnes d'excréments de poissons s'accumulent dans le lit des fjords norvégiens, bouleversant les équilibres écologiques.